# Wanda Siemaszko
Wanda Maria Siemaszko (ur. 1 stycznia 1932 w Hoszczanie, zm. 8 czerwca 2024 w Warszawie) – polska aktorka teatralna, przez wiele lat związana z Teatrem Żydowskim w Warszawie. W 1955 roku ukończyła studia w Państwowej Wyższej Szkole Teatralnej im. Ludwika Solskiego w Krakowie.
Została pochowana 17 czerwca 2024 roku na cmentarzu żydowskim przy ul. Okopowej w Warszawie.

## Odznaczenia
- Krzyż Kawalerski Orderu Odrodzenia Polski – 2005[4]

## Kariera zawodowa
- Teatr im. Stefana Żeromskiego Kielce-Radom 1955-1961 aktorka
- Bałtycki Teatr Dramatyczny im.Juliusza Słowackiego Koszalin-Słupsk 1961-1962 aktorka
- Teatr im. Adama Mickiewicza w Częstochowie 1962-1965 aktorka
- Teatr im. Stefana Żeromskiego Kielce-Radom 1967-1969 aktorka
- Teatr Żydowski im. Ester Rachel Kamińskiej Warszawa 1970-1980 aktorka
- Teatr im. Wojciecha Bogusławskiego Kalisz 1980-1981 aktorka
- poza teatrem 1981-1982
- Teatr Żydowski im. Estery Rachel i Idy Kamińskich Warszawa 1982-2024 aktorka

## Filmografia
- 1979: Komedianci (Telewizyjna wersja spektaklu Teatru Żydowskiego w Warszawie)
- 1979: Gwiazdy na dachu (Telewizyjna wersja spektaklu Teatru Żydowskiego w Warszawie)
- 1979: Dybuk (Telewizyjna wersja spektaklu Teatru Żydowskiego w Warszawie)
- 1955: Godziny nadziei